# Javier Cárdenas Martínez
Javier Cárdenas Martínez (Ciudad de México; 8 de diciembre de 1952-Tonalá; 25 de junio de 2022) fue un futbolista mexicano cuya posición era el mediocampo.

## Trayectoria
Consiguió su primer contrato profesional en 1972 con el Deportivo Toluca, con el que ganó el campeonato en la campaña 1974-75, dirigido por el entrenador uruguayo Ricardo de León, formando la media del equipo campeón con Moisés Figueroa y Albino Morales.
Se trasladó al América a mediados de 1978, considerado un fichaje bomba en ese tiempo, pero la carencia de minutos, mala relación con el director técnico y con la directiva capitalina asociada con la poca actividad en el equipo crema, terminó en el ostracismo siendo transferido posteriormente a su máximo rival el Guadalajara. Estuvo bajo contrato por los siguientes siete años y se retiró con el Irapuato en 1986.

## Selección nacional
Hizo su debut el 3 de agosto de 1975 en las filas de la selección mexicana cuando perdieron 1-0 ante la selección de la RDA.
Anotó sus dos goles internacionales en Campeonato de Naciones de la Concacaf de 1977 ante El Salvador (3-1) y Guatemala (2-1).
En el Mundial de 1978, disputó la primera parte del último partido ante Polonia (1-3), teniendo que viajar a casa tras el juego. Disputó su último partido internacional ante la Unión Soviética (0-1) el 31 de enero de 1979.

### Participaciones en Copas del Mundo
| Mundial                        | Sede      | Resultado    |
| ------------------------------ | --------- | ------------ |
| Copa Mundial de Fútbol de 1978 | Argentina | Primera fase |

## Clubes
| Club             | País   | Año       |
| ---------------- | ------ | --------- |
| Deportivo Toluca | México | 1972-1978 |
| Club América     | México | 1978      |
| C.D. Guadalajara | México | 1979-1985 |
| Club Irapuato    | México | 1985-1986 |

## Palmarés

### Títulos nacionales
| Título           | Club   | País   | Año     |
| ---------------- | ------ | ------ | ------- |
| Primera División | Toluca | México | 1974-75 |

### Títulos internacionales
| Título                                | Equipo | Sede   | Año  |
| ------------------------------------- | ------ | ------ | ---- |
| Campeonato de Naciones de la Concacaf | México | México | 1977 |